# Hygrométrie
Ne doit pas être confondu avec Hydrométrie.
L’hygrométrie est la science qui a pour objet la mesure de la quantité de vapeur d'eau contenue dans l'air humide ; elle ne prend pas en compte l'eau présente sous forme liquide ou solide. L'air humide est un mélange, en proportion variable, d'air sec et de vapeur d'eau. L’hygrométrie est étudiée notamment par les météorologues, thermiciens et ingénieurs du génie des procédés. Il s'agit d'un cas particulier de la psychrométrie qui étudie plus généralement les mélanges gaz-vapeurs de deux espèces différentes.
Les diagrammes de l'air humide ou diagrammes psychrométriques rassemblent les propriétés de l'air humide pour une valeur de pression atmosphérique donnée. Par abus de langage et métonymie, l’hygrométrie désigne l'humidité relative de l’air, souvent appelée degré hygrométrique : elle est mesurée à l'aide d'un hygromètre.

## Étymologie
Le mot « hygrométrie » dérive d'« hygromètre », lui-même construit au XVIIe siècle sur les mots grecs ὑγρός / hugros (« humide ») et μέτρον / metron (« mesure »).

## Généralités

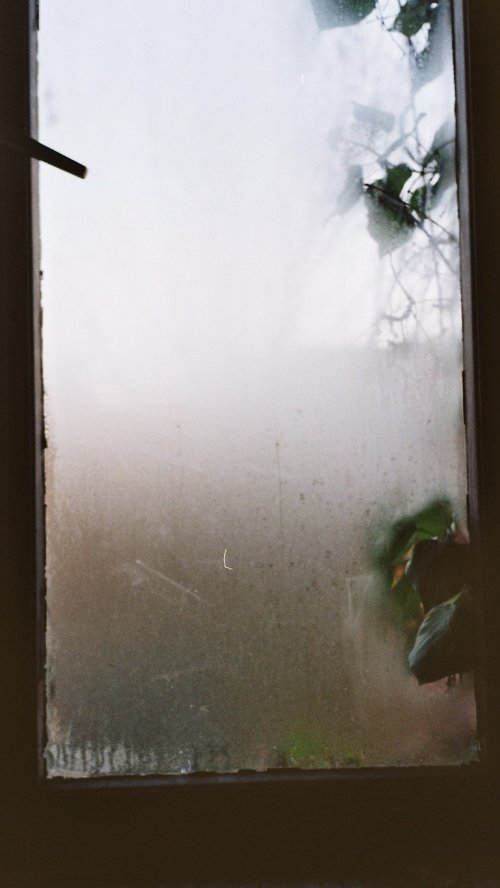
La vapeur d'eau se liquéfie sur une paroi froide, asséchant l'air

Les propriétés physiques et thermodynamiques de l'air sont souvent implicitement celles de l'air sec, c'est-à-dire en l'absence de toute vapeur d'eau, notamment pour les raisons qui suivent.
- L'humidité de l'air est variable dans l'espace et dans le temps, à l'échelle de quelques heures voire moins (par exemple quand il pleut ou quand la rosée se forme) et non uniforme à l'échelle de centaines de mètres, voire parfois du mètre de sorte qu'il est impossible de définir des propriétés standard de l'air ambiant. L'humidité de l'air est principalement influencée par la quantité d'eau disponible, la température et les courants atmosphériques.
- Les propriétés de l'air humide peuvent en dévier fortement, car la proportion de vapeur d'eau peut atteindre jusqu'à 4 % en volume dans des conditions météorologiques usuelles ; la portance de l'air, le transport de la lumière, des odeurs, de certaines molécules (dont certains parfums, hormones), la portée des sons, la transparence de l'air, l'acidité et la pollution de l'air, les halos ou la pollution lumineuse, etc. sont ainsi affectés par l'humidité de l'air. La vapeur d'eau est d'ailleurs un des gaz à effet de serre les plus importants.
- L'évaporation de l'eau des océans, des rivières et des nuages, le vent ainsi que la transpiration végétale et l'évapotranspiration sont sources d'augmentation ou de régulation de l'humidité de l'air. Dans la nature, tous ces facteurs dépendent pour tout ou partie de l'énergie solaire et du vivant. En milieu anthropisé ou confiné (maison, voiture, lieu de travail) l'eau-vapeur expirée par l'homme, l'eau émise par les cheminées et les pots d'échappement deviennent déterminantes pour expliquer les variations d'humidité de l'air. Faute d'évapotranspiration végétale, l'air urbain des villes denses est anormalement sec. Paradoxalement au-dessus de la mer ou d'un lac, même en zone tropicale l'air peut-être beaucoup plus sec que sous la canopée. Dans le désert l'air est extrêmement sec le jour, mais peut être humide la nuit.
- À quantité de vapeur d'eau constante, une diminution de température tend à augmenter l'humidité relative jusqu'à la saturation (100 % d'humidité relative) ; la température correspond alors à la température de rosée (la pression partielle de vapeur d'eau est alors égale à la pression saturante).
- Les courants atmosphériques apportent de l'humidité dans les zones de haute atmosphère (régions sèches).
- Les variations de l'humidité de l'air sont amorties par la présence de matériaux ad-ab-sorbants (plâtre, bois..) et par les couplages entre les échanges "vapeur d'eau / énergie" (évapotranspiration, vent de terre/vent de mer, formation de rosée et son évaporation).

En milieu naturel, la rosée et l'apparition très rapide de moisissures sur la matière organique morte sont des indicateurs d'humidité relative élevée.
En milieu confiné, une humidité relative élevée favorise les allergies ou pathologies induites par la présence d'acariens et de spores de moisissures. C'est un des éléments du phénomène dit de pollution intérieure. Inversement une humidité trop basse est facteur de déshydratation des muqueuses et d'empoussièrement également néfastes à la santé.
Dans les locaux fermés (bureaux, appartement, maison) l’humidité relative de confort se situe entre 40 et 60 %.

## Définitions

### Quantité d'eau contenue dans l'air
L'air sec est l'air de notre atmosphère exempt de vapeur d'eau, sa composition est considérée constante pour les calculs. Sa masse molaire dépend légèrement de la composition choisie pour le calcul : {\displaystyle M_{a}} ≈ 29,0 × 10−3 kg mol−1,.
L'air saturé est l'air humide pour lequel, à une température et une pression données, toute quantité d'eau ajoutée ne peut apparaître qu'à l'état liquide ou solide. La masse molaire de l'eau vaut {\displaystyle M_{v}} = 18,015 28 × 10−3 kg mol−1.
Le rapport {\displaystyle \delta } = {\displaystyle M_{v} \over M_{a}} ≈ 0,622, est souvent présent dans les calculs.
L'air humide contient toujours une quantité d'eau comprise entre celle de l'air sec et celle de l'air saturé.

### Pressions

#### Pression partielle de vapeur d'eau
La pression partielle de vapeur d'eau {\displaystyle p_{v}} correspond à la pression qu'exercerait la vapeur d'eau si elle occupait seule la totalité du volume de l'air humide considéré. Si {\displaystyle p} est la pression totale : {\displaystyle p_{v}=x_{v}\,p}.

Relation utile : {\displaystyle V_{m}={\frac {R\,T}{M_{a}}}{\frac {1+r/\delta }{p}}} où {\displaystyle R} est la constante universelle des gaz parfaits.

#### Pression de vapeur saturante en phase pure
La pression de vapeur saturante de l'eau {\displaystyle p_{\text{sat}}} (par rapport à l'eau liquide ou par rapport à la glace selon l'état de la phase condensée) est la pression à laquelle la vapeur d'eau est en équilibre thermodynamique avec son état condensé. La norme NF X15-110 utilise les formules de D. Sonntag comme référence.

#### Pression de vapeur saturante de l'air humide
La pression de vapeur saturante de l'air humide est définie par : {\displaystyle p'_{\text{sat}}=x_{v\,{\text{sat}}}\,p} , avec {\displaystyle x_{v\,{\text{sat}}}} la fraction molaire de vapeur d'eau de l'air humide saturé, en présence d'eau ou de glace.
La pression de vapeur saturante de l'air humide peut être évaluée à l'aide du facteur d'augmentation {\displaystyle f} : {\displaystyle p'_{\text{sat}}(p,T)=f(p,T)\,p_{\text{sat}}(T)} ; la norme NF X15-110 utilise les formules de D. Sonntag comme référence. Le facteur d'augmentation permet de tenir compte de l'effet des gaz dissous et de la pression sur les propriétés de la phase condensée, et de l'effet des forces intermoléculaires, différentes de celles de l'eau pure, sur les propriétés de la phase gazeuse.

### Températures thermodynamiques
La température de l'air est parfois appelée « température sèche », par opposition à la température humide, même si ce terme est progressivement abandonné.

#### Température du point de rosée ou du point de gelée
La température du point de rosée {\displaystyle T_{r}} (et de façon analogue la température du point de gelée {\displaystyle T_{g}}) est la température à laquelle l'air humide, pour une pression {\displaystyle p} et un rapport de mélange {\displaystyle r} donnés, est saturé par rapport à l'eau (ou à la glace). À cette température, la pression partielle de vapeur d'eau s'exprime : {\displaystyle p_{v}=p'_{\text{sat}}(p,T_{r})=f(p,T_{r})\,p_{\text{sat}}(T_{r})}.
Puisque les fonctions qui permettent de calculer la pression de vapeur saturante ne peuvent pas être inversées analytiquement, la température de rosée peut être calculée par le biais de formules approchées ou par résolution numérique.

#### Température humide
Pour un échantillon de rapport de mélange {\displaystyle r}, à la pression {\displaystyle p} et à la température {\displaystyle T}, la température humide {\displaystyle T_{h}}, dite aussi température du thermomètre mouillé, est la température de l'échantillon une fois que suffisamment d'eau se serait évaporée pour que l'air humide atteigne la saturation, sachant l'énergie nécessaire à l'évaporation aurait été cédée par l'air humide.
De façon analogue, la température humide {\displaystyle T_{i}}, dite aussi température du thermomètre recouvert de glace, serait la température de l'échantillon qui atteindrait la saturation après sublimation de la glace.
La température humide peut être liée à la température de rosée par la relation
{\displaystyle p'_{\text{sat}}(p,T_{r})=p'_{\text{sat}}(p,T_{h})-A\times p\times (T-T_{h})},
où {\displaystyle A} est le coefficient psychrométrique dont une valeur approchée est donnée par
{\displaystyle A={\frac {c_{p_{a}}}{\delta \,\Delta h_{\text{vap}}(T_{h})}}{\frac {p-p'_{w\,{\text{sat}}}}{p}}},
avec {\displaystyle c_{p_{a}}} la capacité thermique massique à pression constante de l'air sec, qui peut être considérée comme constante, et {\displaystyle \Delta h_{\text{vap}}(T_{h})} l'enthalpie massique de vaporisation de l'eau à la température humide.

### Enthalpie
L'enthalpie est une fonction d'état particulièrement utile à l'étude des systèmes ouverts et pour les calculs énergétiques des équipements. L'enthalpie de l'air humide est la somme de l'enthalpie de l'air sec et de l'enthalpie de la vapeur d'eau. Parfois, il peut être nécessaire de tenir compte de l'enthalpie de la phase condensée. Par convention, on adopte les valeurs de référence pour une température de 0 °C, et la phase liquide pour l'eau ; ainsi, les températures sont exprimées ici en degré Celsius.
- Enthalpie de l'air sec : {\displaystyle H_{a}=m_{a}\,c_{p_{a}}\,\theta }.
- Enthalpie de la vapeur d'eau : {\displaystyle H_{v}=m_{v}\left(\Delta h_{\text{vap}}(0\,^{\circ }\mathrm {C} )+c_{p_{v}}\,\theta \right)} ; il faut prendre en compte l'énergie nécessaire à l'évaporation de l'eau compte-tenu de la convention adoptée.
- Enthalpie massique de l'air humide exprimée en joule par kilogramme d'air sec[7] (J/kg AS) : {\displaystyle h=h_{a}+r\,h_{v}=c_{p_{a}}\,\theta +r\left(\Delta h_{\text{vap}}\left(0\,^{\circ }\mathrm {C} \right)+c_{p_{v}}\,\theta \right)}.
- Enthalpie de l'eau liquide : {\displaystyle H_{e}=m_{e}\,c_{p_{e}}\,\theta }.

Par souci de simplification les valeurs des capacités thermiques et de l'enthalpie de vaporisation de l'eau sont souvent considérées constantes. Pour plus de précision elles peuvent être estimées par interpolation linéaires à partir de tables disponibles dans la plupart des ouvrages.

Relation utile : {\displaystyle r={\frac {r_{h}\left[\Delta h_{vap}+\left(c_{p_{v}}-c_{p_{e}}\right)\theta _{h}\right]-c_{p_{a}}\left(\theta -\theta _{h}\right)}{\Delta h_{vap}+c_{p_{v}}\,\theta -c_{p_{e}}\,\theta _{h}}}}.

## Diagrammes de l'air humide

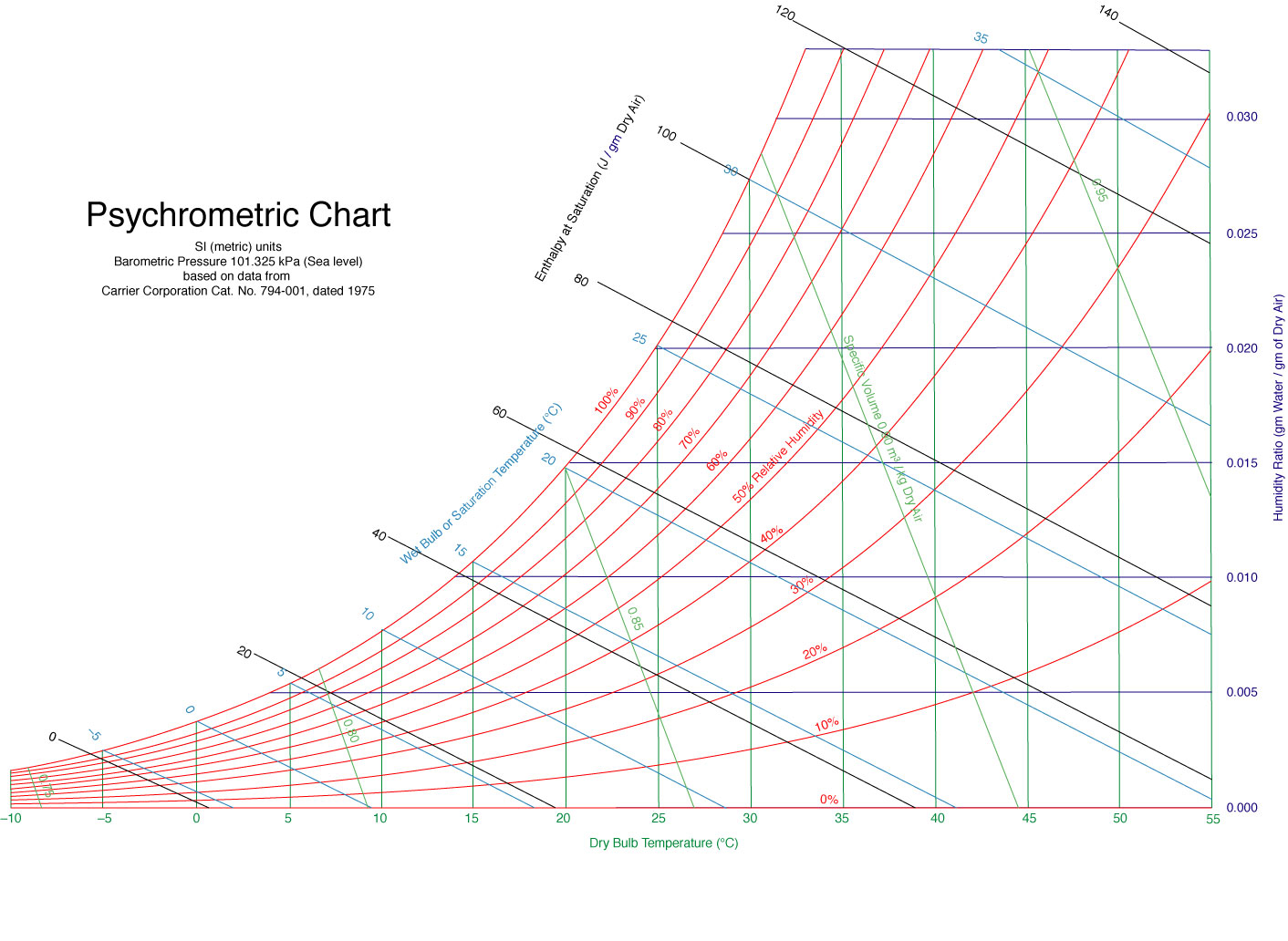
Diagramme de Carrier

Les diagrammes de l'air humide, souvent nommés diagrammes psychrométriques, ont tous en commun de représenter les grandeurs principales qui caractérisent l'air humide : température {\displaystyle T}, rapport de mélange {\displaystyle r}, humidité relative {\displaystyle U}, température humide {\displaystyle T_{h}}, volume spécifique {\displaystyle V_{m}}, enthalpie massique {\displaystyle h}. La connaissance de deux grandeurs permet de connaître toutes les autres par simple lecture. Dans tous les cas, un diagramme n'est valable pour une seule pression atmosphérique  {\displaystyle p_{\text{atm}}} pour laquelle les calculs ont été effectués.
Toutefois, dans leur diversité, il existe des différences, entre eux. La façon de les utiliser reste très similaire quels que soient les choix de représentation. Les noms donnés à chaque diagramme diffèrent parfois selon les auteurs. On peut tout de même distinguer deux catégories de diagrammes.
- Les diagrammes qui présentent le rapport de mélange {\displaystyle r} en ordonnée et ce sont les plus couramment utilisés dans le domaine de la climatisation. Ils présentent tantôt la température en abscisses dans un repère orthogonal, tantôt l'enthalpie en abscisses selon un axe oblique.
  - Dans le premier cas, on parle le diagramme de Carrier[8],[9] ou de diagramme de Grosvenor[10] : malgré des apparences trompeuses, les lignes isenthalpiques ne sont pas parallèles.
  - Dans le second cas, on parle du diagramme de Véron-Casari[8],[11] ou de pseudo-diagramme de Carrier[11]. Les représentations moderne sont fondées sur ce principe, c'est le choix effectué par nombre d'associations représentatives des professionnels de la climatisation : l'AICVF[12] le COSTIC[8] ou encore l'ASHRAE[8]. Les lignes isenthalpiques sont parallèles et par conséquent, les lignes isothermes divergent légèrement dans ce type de représentation.

- Les diagrammes qui présentent le rapport de mélange {\displaystyle r} en abscisses sont davantage utilisés dans le domaine du séchage. L'enthalpie est présentée en ordonnées sur un axe oblique qui permet généralement d'obtenir une isotherme à 0)C horizontale. On parle le plus souvent de diagramme de Mollier[8],[9],[13] — mais le nom diagramme de Mollier-Ramzine[14] permet d'éliminer l'ambiguïté avec le diagramme enthalpique (h,s) souvent nommé diagramme de Mollier. Les lignes isenthalpiques sont parallèles, les lignes isothermes divergent légèrement.

Un diagramme psychrométrique permet de représenter les différentes transformations rencontrées lors du conditionnement de l'air (chauffage, refroidissement, déshumidification, etc.) et de déduire graphiquement les énergies mises en jeu ou les propriétés de l'air en fin de transformation.

## Hygromètres
La mesure de l'humidité de l'air peut être effectuée de diverses manières en s'appuyant sur des phénomènes physiques variés. Dans tous les cas, et comme expliqué dans le paragraphe précédent, il est nécessaire de mesurer deux des grandeurs pour connaître toutes les autres. Ainsi, on mesure la température de l'air plus une autre grandeur.

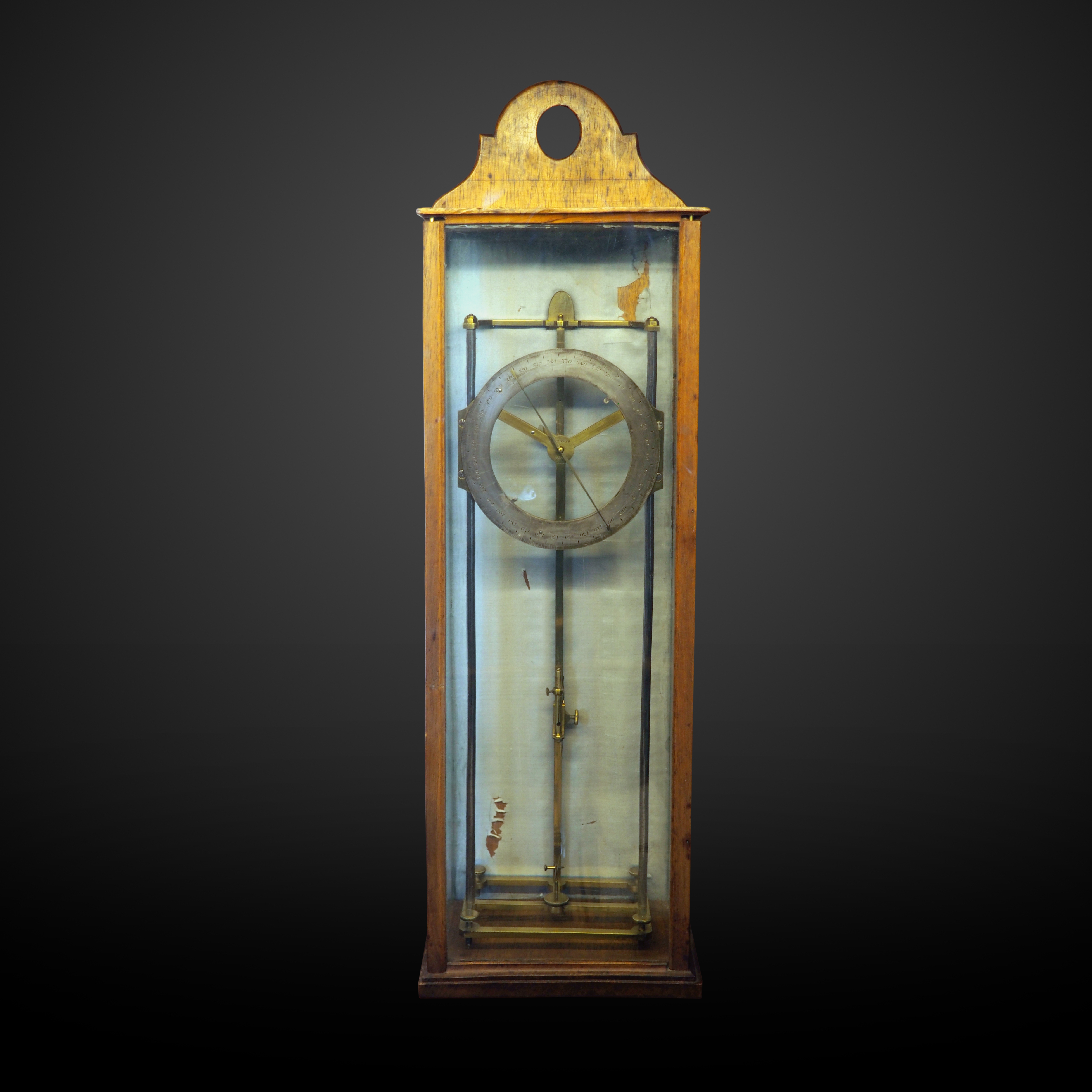
Hygromètre à cheveu
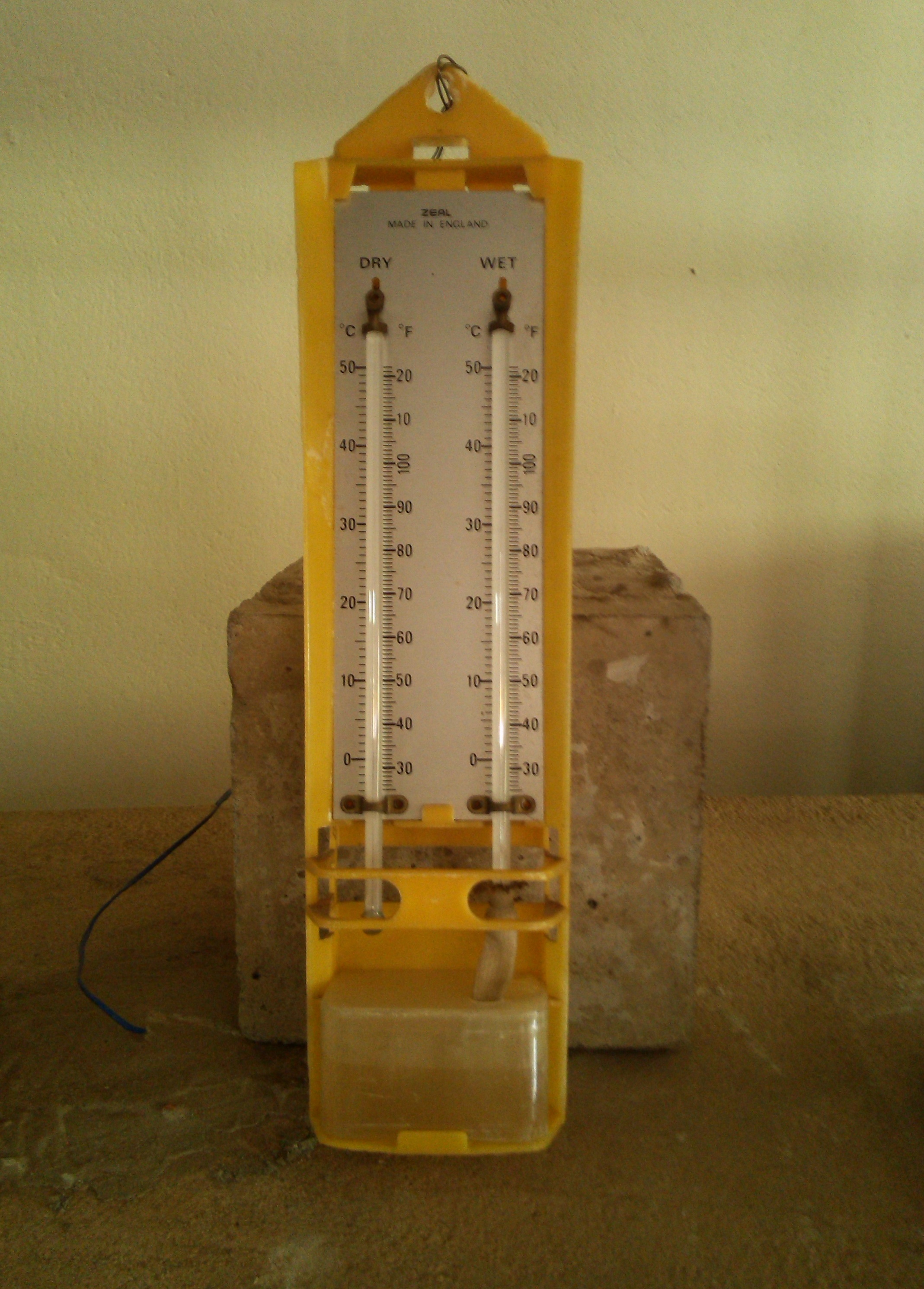
Psychromètre
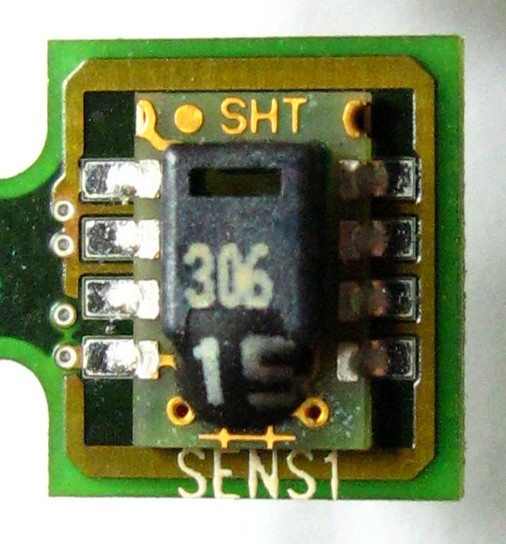
Hygromètre à variation de capacité
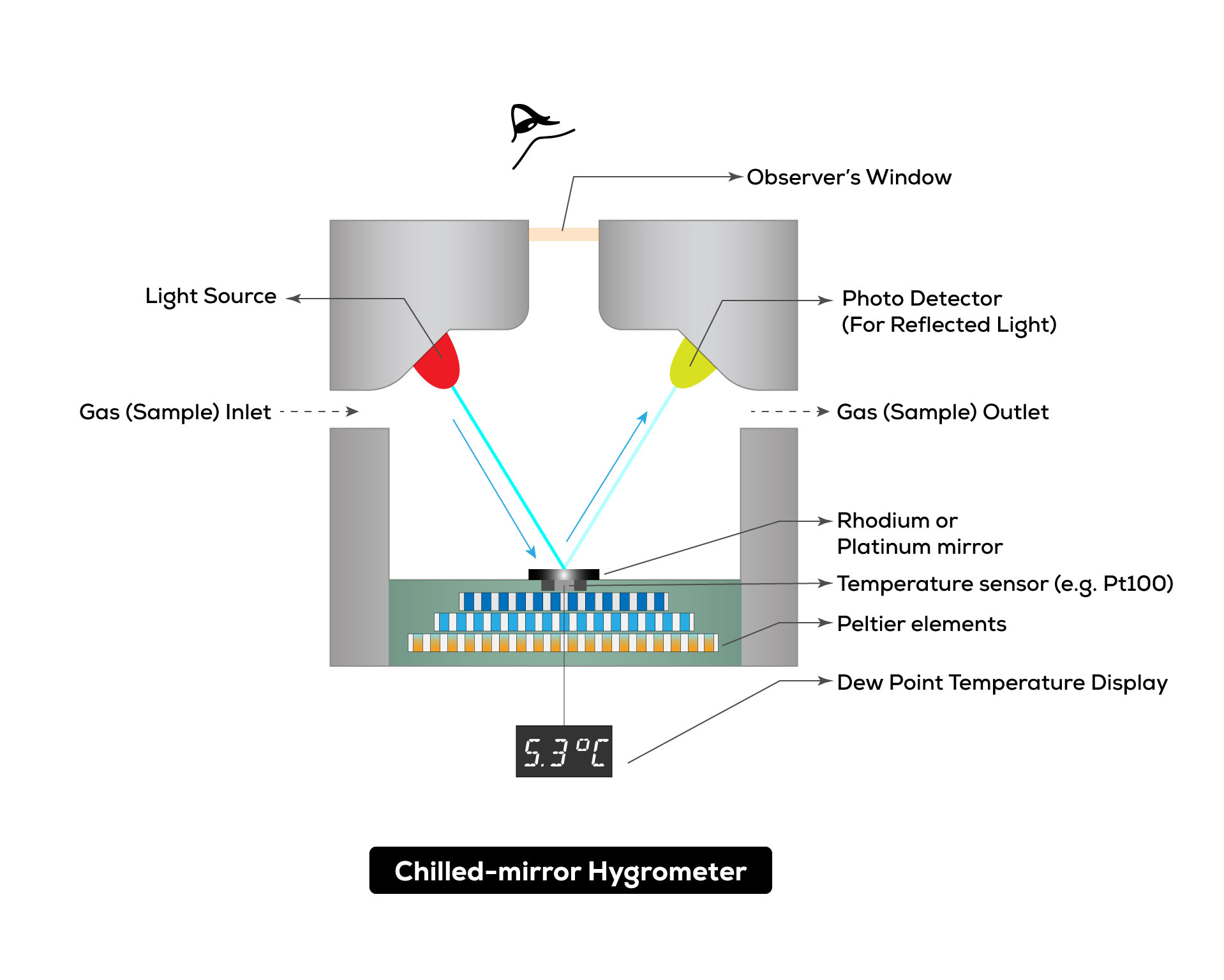
Principe de l'hygromètre à condensation

- Un hygromètre à cheveu[15] utilise un cheveu ou un crin de cheval. Lorsque l'humidité augmente le cheveu s'allonge ; fixé à un ressort il entraine la rotation d'un axe qui porte une aiguille. Cette dernière indique l'humidité relative de l'air.

- Un psychromètre[16] est un hygromètre constitué de deux thermomètres. L'un d'eux mesure la température de l'air tandis que l'autre, recouvert d'une gaze humidifiée à l'eau déminéralisée mesure la température humide. Les deux thermomètre doivent être convenablement ventilés.
- Un hygromètre à condensation[16] est équipé d'un dispositif qui refroidit par effet Peltier une petite surface jusqu'à la condensation, observée par un détecteur optique : un thermomètre mesure alors la température du point de rosée ou du point de gelée.
- Un hygromètre à variation d'impédance[16] est constitué d'un matériau hygroscopique dont la teneur en eau varie en fonction de l'humidité de l'air et dont les propriétés électriques permettent de relier leur résistance pour certains, leur capacité pour d'autres, à l'humidité relative de l'air.